# Кевін Маєр
Кевін Маєр (фр. Kévin Mayer, нар. 10 лютого 1992, Аржантей, Франція) — французький легкоатлет, що спеціалізується на багатоборстві, срібний призер Олімпійських ігор 2016, 2020 року. 
Власник світового рекорду з десятибоства 9126pts (2018р.) 

## Кар'єра
| Рік  | Чемпіонат                     | Місце проведення           | Місце | Дисципліна    | Результат |
| ---- | ----------------------------- | -------------------------- | ----- | ------------- | --------- |
| 2012 | Олімпійські ігри              | Лондон, Велика Британія    | 15    | десятиборство | 7952      |
| 2013 | Чемпіонат Європи в приміщенні | Гетеборг, Швеція           | 2     | семиборство   | 6297      |
| 2013 | Чемпіонат світу               | Москва, Росія              | 4     | десятиборство | 8446      |
| 2014 | Чемпіонат Європи              | Цюрих, Швейцарія           | 2     | десятиборство | 8521      |
| 2016 | Олімпійські ігри              | Ріо-де-Жанейро, Бразилія   | 2     | десятиборство | 8834      |
| 2017 | Чемпіонат Європи в приміщенні | Белград, Сербія            | 1     | семиборство   | 6479      |
| 2017 | Чемпіонат світу               | Лондон, Велика Британія    | 1     | десятиборство | 8768      |
| 2018 | Чемпіонат світу в приміщенні  | Бірмінгем, Велика Британія | 1     | семиборство   | 6348      |
| 2018 | Чемпіонат Європи              | Берлін, Німеччина          | —     | десятиборство | DNF       |
| 2019 | Чемпіонат світу               | Доха, Катар                | —     | десятиборство | DNF       |
| 2021 | Чемпіонат Європи в приміщенні | Торунь, Польща             | 1     | семиборство   | 6392      |
| 2021 | Олімпійські ігри              | Токіо, Японія              | 2     | десятиборство | 8726      |
| 2022 | Чемпіонат світу               | Юджин, США                 | 1     | десятиборство | 8816      |